# فدرالیسم

ایالت‌های فدرال
حکومت یکپارچه

فدرالیسم  (به انگلیسی: Federalism) شیوه‌ای از حکومت است که یک دولت عمومی (دولت مرکزی یا فدرال) را با دولت‌های منطقه‌ای (دولت‌های استانی، ایالتی، کانتونی، سرزمینی یا سایر واحدهای فرعی) در یک سیستم سیاسی واحد ترکیب می‌کند و قدرت‌ها را بین این دو تقسیم می‌کند.  آلتوسیوس را پدر فدرالیسم مدرن در کنار مونتسکیو می‌دانند. آلتوسیوس، به‌طور مشخص مبانی این فلسفه سیاسی را در Politica Methodice Digesta, Atque Exemplis Sacris et Profanis Illustrata (1603) افشا می‌کند. در روح‌القوانین، مونتسکیو به نوبه خود نمونه‌هایی از جمهوری‌های فدرالیستی را در جوامع شرکتی مشاهده می‌کند. شهرهایی که روستاها را گرد هم می‌آورند و خود شهرها نیز کنفدراسیون‌هایی را تشکیل می‌دهند. فدرالیسم در دوران مدرن برای اولین بار در اتحادیه ایالت‌ها در دوران کنفدراسیون سوئیس قدیم پذیرفته شد.
فدرالیسم با کنفدرالیسم، که در آن سطح عمومی حکومت تابع سطح منطقه ای است؛ و با تفویض اختیار در یک دولت واحد، که در آن سطح حکومت منطقه ای تابع سطح عمومی است، متفاوت است.  این شکل مرکزی در مسیر یکپارچگی یا جدایی منطقه ای را نشان می‌دهد، که از طرف کمتر، یکپارچه شده توسط کنفدرالیسم و در سمت یکپارچه‌تر، توسط واگذاری در یک دولت واحد محدود می‌شود.
نمونه‌هایی از یک فدراسیون یا استان یا ایالت فدرال شامل آرژانتین، استرالیا، اتریش، بلژیک، بوسنی و هرزگوین، برزیل، کانادا، اتیوپی، آلمان، هند، عراق، مالزی، مکزیک، میکرونزی، نپال، نیجریه، پاکستان، روسیه، سومالی، سودان جنوبی، سودان، سوئیس، امارات متحده عربی، ایالات متحده و ونزوئلا. برخی اتحادیه اروپا را به عنوان نمونه پیشگام فدرالیسم در یک محیط چند ایالتی، در مفهومی به نام «اتحاد فدرال ایالت‌ها» توصیف می‌کنند.

## بررسی اجمالی

مسیر ادغام یا جدایی منطقه ای

### علم اشتقاق لغات
اصطلاحات "فدرالیسم" و "کنفدرالیسم"، ریشه در کلمه لاتین فدرالتی به معنای "معاهده، پیمان یا میثاق" دارند. معنای اولیه رایج آنها تا اواخر قرن هجدهم یک اتحادیه ساده یا یک رابطه بین دولتی بین دولت‌های مستقل بر اساس یک معاهده بود؛ بنابراین آنها در ابتدا مترادف بودند. به این معنا بود که جیمز مدیسون در "فدرالیست شماره 39" از قانون اساسی ایالات متحده آمریکا به عنوان "نه یک قانون اساسی ملی و نه یک قانون اساسی فدرال، بلکه ترکیبی از هر دو" یاد کرده بود (یعنی نه یک ایالت واحد بزرگ و نه یک لیگ/کنفدراسیون در میان چندین ایالت کوچک، اما ترکیبی از این دو را تشکیل می‌دهد). در طول قرن نوزدهم ایالات متحده، معنای فدرالیسم به‌طور منحصر به فردی به شکل سیاسی مرکب جدیدی که در کنوانسیون فیلادلفیا ایجاد شد تغییر کرد و اشاره کرد، در حالی که مفهوم کنفدرالیسم در اتحادیه ایالت‌ها باقی ماند. 

### تاریخ
در معنای محدود، فدرالیسم به شیوه ای اطلاق می‌شود که در آن بدنه سیاسی یک ایالت به صورت داخلی سازماندهی می‌شود، و این معنایی است که بیشتر در دوران مدرن استفاده می‌شود. با این حال، دانشمندان علوم سیاسی از آن در معنای بسیار گسترده‌تری استفاده می‌کنند و در عوض به «مفهوم چند لایه یا کثرت‌گرایانه از زندگی اجتماعی و سیاسی» اشاره می‌کنند.
اولین اشکال فدرالیسم، در دوران باستان و در قالب اتحاد بین ایالت‌ها صورت گرفت. چند نمونه از قرن هفتم تا دوم پیش از میلاد عبارتند از: لیگ آرکائیک، اتحادیه اتولیک، لیگ پلوپونزی و لیگ دلیان. یکی از اجداد اولیه فدرالیسم، اتحادیه آخایی در یونان هلنیستی بود. برخلاف شهرهای یونانی یونان کلاسیک، که هر یک بر حفظ استقلال کامل خود اصرار داشتند، تغییر شرایط در دوره هلنیستی باعث شد که بسیاری از ایالت‌های شهر حتی به قیمت از دست دادن بخشی از حاکمیت خود با هم متحد شوند. اتحادیه‌های بعدی ایالت‌ها شامل اولین و دومین کنفدراسیون سوئیس (۱۲۹۱–۱۷۹۸ و ۱۸۱۵–۴۸)، استان‌های متحد هلند (۱۵۷۹–۱۷۹۵)، کنفدراسیون آلمان (۱۸۱۵–۱۸۶۶)، اولین اتحادیه آمریکایی معروف به اصول کنفدراسیون بود. از ایالات متحده آمریکا (۱۷۸۱–۱۷۸۹)، و دومین اتحادیه آمریکایی که به عنوان ایالات متحده آمریکا (۱۷۸۹–۱۸۶۵) تشکیل شد. 

### نظریه سیاسی
فدرالیسم مدرن، یک سیستم سیاسی مبتنی بر قوانین و نهادهای دموکراتیک است که در آن قدرت حکومت بین دولت‌های ملی و استانی/ایالتی تقسیم می‌شود. اصطلاح فدرالیست چندین باور سیاسی را در سراسر جهان بسته به زمینه توصیف می‌کند. از آنجایی که اصطلاح فدرالیزاسیون همچنین فرآیندهای سیاسی متمایز را توصیف می‌کند، استفاده از آن نیز به زمینه بستگی دارد. 
در تئوری سیاسی، دو نوع اصلی فدرالیزاسیون به رسمیت شناخته می‌شود:
- ادغام، [۱۳] یا فدرالیزاسیون انبوه، [۱۴] تعیین فرآیندهای مختلف مانند: ادغام سوژه‌های سیاسی غیرفدراسیون با ایجاد یک فدراسیون جدید، الحاق افراد غیر فدرال به یک فدراسیون موجود، یا تبدیل یک کنفدراسیون به یک فدراسیون.
- فدرالیزاسیون غیر انحصاری، [۱۳] یا غیر تجمعی: [۱۵] تبدیل یک کشور واحد به یک فدراسیون

### دلایل فرزندخواندگی
به گفته دانیل زیبلات، چهار توضیح نظری رقیب در ادبیات دانشگاهی برای پذیرش سیستم‌های فدرال وجود دارد:
- تئوری‌های ایده پردازی، که معتقدند تعهد ایدئولوژیک بیشتر به ایده‌های غیر متمرکز در جامعه، احتمال پذیرش فدرالیسم را بیشتر می‌کند.
- نظریه‌های فرهنگی-تاریخی، که معتقدند نهادهای فدرال در جوامعی با جمعیت‌های پراکنده از نظر فرهنگی یا قومی بیشتر پذیرفته می‌شوند.
- نظریه‌های «قرارداد اجتماعی» که معتقدند فدرالیسم به‌عنوان معامله‌ای بین یک مرکز و یک پیرامون ظاهر می‌شود که در آن مرکز آنقدر قدرتمند نیست که بر پیرامون تسلط یابد و پیرامون آنقدر قدرتمند نیست که از مرکز جدا شود.
- تئوری‌های «قدرت زیرساختی»، که معتقدند فدرالیسم زمانی ظهور می‌کند که واحدهای فرعی یک فدراسیون بالقوه از قبل زیرساخت‌های بسیار توسعه یافته‌ای داشته باشند (مثلاً ایالت‌هایی با قانون اساسی، پارلمانی و از نظر اداری مدرن شده باشند).[۱۶]

ایمانوئل کانت خاطرنشان کرد که «مشکل ایجاد یک دولت حتی توسط یک ملت شیاطین قابل حل است» تا زمانی که آنها قانون اساسی مناسبی داشته باشند که جناح‌های مخالف را با یک سیستم تفکیک قوا در مقابل یکدیگر قرار دهد. به‌ویژه کشورهای منفرد به‌عنوان محافظی در برابر احتمال وقوع جنگ، نیاز به یک فدراسیون داشتند.
طرفداران سیستم‌های فدرال به‌طور تاریخی استدلال کرده‌اند که تقسیم قدرت ذاتی در سیستم‌های فدرال، هم تهدیدات امنیتی داخلی و هم تهدیدات خارجی را کاهش می‌دهد. فدرالیسم به ایالت‌ها اجازه می‌دهد که بزرگ و متنوع باشند و از طریق تمرکز قدرت‌ها، خطر یک دولت ظالم را کاهش دهد.

## مثال‌ها
بسیاری از کشورها سیستم‌های حکومتی فدرال را با درجات متفاوتی از حاکمیت مرکزی و منطقه ای اجرا کرده‌اند. دولت فدرال این کشورها را می‌توان به فدراسیون‌های حداقلی، متشکل از دو واحد زیر فدرال یا چند منطقه ای، آنهایی که از سه تا ده‌ها دولت منطقه ای تشکیل شده‌اند، تقسیم کرد. آنها همچنین می‌توانند بر اساس نوع سیاست بدنی خود مانند سیستم‌های اماراتی، استانی، جمهوری یا فدرال ایالتی گروه‌بندی شوند. روش دیگر برای مطالعه کشورهای فدرال، طبقه‌بندی آنها به کشورهایی است که کل قلمرو آن‌ها فدراسیونی است، در مقابل تنها بخشی از قلمرو آن که بخش فدرال کشور را تشکیل می‌دهد. برخی از سیستم‌های فدرال، سیستم‌های ملی هستند در حالی که برخی دیگر، مانند اتحادیه اروپا، مافوق ملی هستند.
به‌طور کلی، دو حالت افراطی فدرالیسم را می‌توان متمایز کرد: در یک افراط، دولت فدرال قوی تقریباً کاملاً واحد است و اختیارات کمی برای دولت‌های محلی محفوظ است. در حالی که در افراطی دیگر، دولت ملی ممکن است فقط از نظر نام یک ایالت فدرال باشد و در واقع یک کنفدراسیون باشد. فدرالیسم ممکن است شامل دو یا سه تقسیم داخلی باشد، همان‌طور که در بلژیک یا بوسنی و هرزگوین چنین است.
دولت‌های آرژانتین، استرالیا، برزیل، هند و مکزیک، از جمله بر اساس اصول فدرالیستی سازماندهی شده‌اند.
در کانادا، فدرالیسم به‌طور معمول به مخالفت با جنبش‌های حاکمیتی (معمولاً جدایی‌طلبی کبک) اشاره دارد. در سال ۱۹۹۹، دولت کانادا انجمن فدراسیون‌ها را به عنوان یک شبکه بین‌المللی برای تبادل بهترین تجربیات بین کشورهای فدرال و فدرال‌کننده تأسیس کرد. مجمع فدراسیون‌ها که مقر آن در اتاوا است، شامل استرالیا، برزیل، اتیوپی، آلمان، هند، مکزیک، نیجریه، پاکستان و سوئیس است.
در مورد خاورمیانه از جمله عراق، با وجود داشتن تجربه اتحاد هزار ساله، برخی فدرالیسم را بیشتر به عنوان ترفندی برای تجزیه دیده‌اند. همانگونه که در عراق نیز چند سال پس از تصویب قانون فدرال که تلاشی برای جلوگیری از تجزیه این کشور بود، اقلیم کردستان همه‌پرسی برای استقلال برگزار کرد. مشکل دیگر، با وجود بافت پیچیده قومی در این مناطق، خطر حذف اقلیت‌های کوچک‌تر نیز شکل گرفته است، اقلیت‌هایی که در ساختار قومی-مذهبی اقلیم‌ها جایی ندارند.

## اروپا در مقابل آمریکا
در اروپا، «فدرالیست» گاهی برای توصیف کسانی که طرفدار یک دولت فدرال مشترک با قدرت توزیع شده در سطوح منطقه ای، ملی و فراملی هستند، استفاده می‌شود. اتحادیه فدرالیست‌های اروپایی از این تحول در اتحادیه اروپا دفاع می‌کند که در نهایت به ایالات متحده اروپا منتهی می‌شود. اگرچه نمونه‌های قرون وسطایی و اوایل مدرن از کشورهای اروپایی وجود دارد که از سیستم‌های کنفدرال و فدرال استفاده می‌کردند، فدرالیسم اروپایی در اروپای معاصر پس از جنگ یکی از ابتکارات مهم‌تر سخنرانی وینستون چرچیل در زوریخ بود که از سال ۱۹۴۶ سرچشمه گرفت.
در ایالات متحده، فدرالیسم در ابتدا به اعتقاد به یک دولت مرکزی قوی تر اشاره داشت. زمانی که قانون اساسی ایالات متحده در حال تدوین بود، حزب فدرالیست از یک دولت مرکزی قوی‌تر حمایت می‌کرد، در حالی که «ضدفدرالیست‌ها» خواهان یک دولت مرکزی ضعیف‌تر بودند. این با استفاده مدرن از «فدرالیسم» در اروپا و ایالات متحده بسیار متفاوت است. این تمایز از این واقعیت ناشی می‌شود که «فدرالیسم» در میانه طیف سیاسی بین یک کنفدراسیون و یک دولت واحد قرار دارد. قانون اساسی ایالات متحده به عنوان جایگزینی برای اصول کنفدراسیون نوشته شد که بر اساس آن ایالات متحده یک کنفدراسیون سست با یک دولت مرکزی ضعیف بود.
در مقابل، اروپا نسبت به آمریکای شمالی سابقه ای بزرگتر از دولت‌های واحد دارد، بنابراین «فدرالیسم» اروپایی برای یک دولت مرکزی ضعیف تر نسبت به یک دولت واحد استدلال می‌کند. استفاده مدرن آمریکایی از این کلمه بسیار نزدیکتر به معنای اروپایی است. با افزایش قدرت دولت فدرال ایالات متحده، برخی از مردم حالتی بسیار واحدتر از آنچه که فکر می‌کنند پدران بنیان‌گذار در نظر داشتند، درک کرده‌اند. اکثر افرادی که از نظر سیاسی از «فدرالیسم» در ایالات متحده حمایت می‌کنند، به نفع محدود کردن اختیارات دولت فدرال، به ویژه قوه قضاییه استدلال می‌کنند (به انجمن فدرالیستی، فدرالیسم جدید مراجعه کنید).
مفهوم معاصر فدرالیسم با ایجاد یک سیستم کاملاً جدید حکومتی به وجود آمد که نمایندگی دموکراتیک را در دو سطح حکومتی به‌طور همزمان فراهم می‌کرد، که در قانون اساسی ایالات متحده آمریکا اجرا شد.  در ایالات متحده اجرای فدرالیسم، یک دولت عمومی دو مجلسی، متشکل از یک اتاق نمایندگی مردمی متناسب با جمعیت (مجلس نمایندگان)، و یک اتاق با نمایندگان برابر مبتنی بر ایالت متشکل از دو نماینده در هر ایالت (سنا)، بر دولت‌های منطقه‌ای سیزده کشور مستقل که از قبل وجود داشتند، پوشانده شد. با تخصیص هر یک از سطوح برای اولین بار در یک رابطه هماهنگ حکومتی حوزه مشخصی از اختیارات، تحت یک قانون اساسی مکتوب و حاکمیت قانون (یعنی مشروط به داوری مستقل شخص ثالث از یک دادگاه عالی در اختلافات صلاحیتی)، بنابراین این دو سطح به یک قانون تبدیل شدند.
در سال ۱۹۴۶، کنت ویر مشاهده کرد که دو سطح دولت در ایالات متحده آمریکا «به یک اندازه عالی» هستند.  در این مورد، او دیدگاه پدر بنیان‌گذار آمریکایی جیمز مدیسون را تکرار کرد که چندین ایالت را تشکیل دهنده «بخش‌های مجزا و مستقل از برتری» در رابطه با دولت عمومی می‌دید.

## ساختار قانون اساسی

### تقسیم قوا
در یک فدراسیون، تقسیم قدرت بین دولت‌های فدرال و منطقه ای معمولاً در قانون اساسی مشخص شده است. تقریباً هر کشوری درجاتی از خودگردانی منطقه‌ای را مجاز می‌داند، اما در فدراسیون‌ها، حق خودمختاری دولت‌های جزء طبق قانون اساسی ریشه‌دار است. ایالت‌های جزء اغلب قوانین اساسی خود را نیز دارند که می‌توانند آن را به دلخواه خود اصلاح کنند، اگرچه در صورت تضاد، قانون اساسی فدرال معمولاً اولویت دارد.
تقریباً در تمام فدراسیون‌ها، دولت مرکزی از اختیارات سیاست خارجی و دفاع ملی به عنوان اختیارات انحصاری فدرال برخوردار است. اگر اینطور نبود، طبق تعریف سازمان ملل، یک فدراسیون یک کشور مستقل و مستقل نخواهد بود. قابل ذکر است، ایالت‌های آلمان این حق را حفظ می‌کنند که از طرف خود در سطح بین‌المللی اقدام کنند، شرطی که در ابتدا در ازای موافقت پادشاهی باواریا برای پیوستن به امپراتوری آلمان در سال ۱۸۷۱ اعطا شد. قانون اساسی آلمان و ایالات متحده مقرر می‌دارد که تمام اختیاراتی که به‌طور خاص به دولت فدرال اعطا نشده است توسط ایالت‌ها حفظ می‌شود. قانون اساسی برخی از کشورها، مانند کانادا و هند، بیان می‌کند که اختیاراتی که به‌طور صریح به دولت‌های استانی/ایالتی اعطا نشده است، توسط دولت فدرال حفظ می‌شود. همانند سیستم ایالات متحده، قانون اساسی استرالیا به دولت فدرال (مشترک‌المنافع استرالیا) این اختیار را اختصاص می‌دهد که در مورد برخی از موضوعات خاص که مدیریت آن برای ایالات بسیار دشوار تلقی می‌شد، قوانین وضع کند، به طوری که ایالت‌ها تمام حوزه‌های مسئولیت دیگر را حفظ کنند. . بر اساس تقسیم اختیارات اتحادیه اروپا در معاهده لیسبون، اختیاراتی که منحصراً در صلاحیت اتحادیه نیستند یا بین اتحادیه و کشورهای عضو به عنوان اختیارات همزمان مشترک نیستند، توسط دولت‌های تشکیل دهنده حفظ می‌شوند.

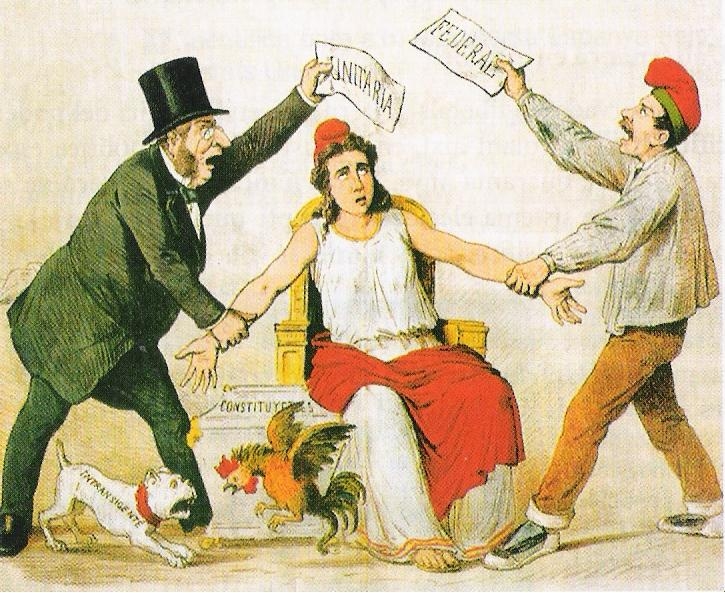
تصویری طنز آمیز از تنش‌های سیاسی اواخر قرن نوزدهم در اسپانیا

در جایی که همه ایالت‌های یک فدراسیون دارای اختیارات یکسانی هستند، گفته می‌شود که ما «فدرالیسم متقارن» را می‌یابیم. فدرالیسم نامتقارن در جایی وجود دارد که به ایالت‌ها اختیارات متفاوتی داده می‌شود، یا برخی از آنها از خودمختاری بیشتری نسبت به دیگران برخوردارند. این اغلب برای به رسمیت شناختن وجود یک فرهنگ متمایز در یک منطقه یا مناطق خاص انجام می‌شود. در اسپانیا، باسک‌ها و کاتالان‌ها و همچنین گالیسیایی‌ها، یک جنبش تاریخی را برای به رسمیت شناختن ویژگی ملی خود رهبری کردند و در «جوامع تاریخی» مانند ناوار، گالیسیا، کاتالونیا و کشور باسک متبلور شدند. آنها نسبت به ترتیبات بعدی گسترش یافته برای سایر مناطق اسپانیا، یا اسپانیا جوامع خودمختار (که ترتیبات «قهوه برای همه» نیز نامیده می‌شود) قدرت بیشتری دارند، تا حدی برای مقابله با هویت جداگانه خود و آرام کردن تمایلات ناسیونالیستی پیرامونی، تا حدی خارج از کشور. احترام به حقوق خاصی که قبلاً در تاریخ از آن برخوردار بودند. با این حال، به بیان دقیق، اسپانیا یک فدراسیون نیست، بلکه سیستمی از دولت واگذار شده نامتقارن در یک کشور واحد است.
معمول است که در طول تکامل تاریخی یک فدراسیون، یک حرکت تدریجی قدرت از ایالت‌های جزء به مرکز وجود دارد، زیرا دولت فدرال اختیارات بیشتری را به دست می‌آورد، گاهی برای مقابله با شرایط پیش‌بینی نشده. کسب اختیارات جدید توسط یک دولت فدرال ممکن است از طریق اصلاحات رسمی قانون اساسی یا صرفاً از طریق گسترش تفسیر اختیارات قانونی موجود دولت توسط دادگاه‌ها صورت گیرد.
معمولاً یک فدراسیون در دو سطح تشکیل می‌شود: دولت مرکزی و مناطق (ایالت‌ها، استان‌ها، سرزمین‌ها) و در مورد نهادهای سیاسی اداری سطح دوم یا سوم چیزی گفته نمی‌شود. برزیل یک استثنا است، زیرا قانون اساسی ۱۹۸۸ شهرداری‌ها را به عنوان نهادهای سیاسی خودمختار شامل می‌شود که فدراسیون را سه جانبه می‌کند و اتحادیه، ایالات و شهرداری‌ها را در بر می‌گیرد. هر ایالت به شهرداری‌ها (municipios) با شورای قانونگذاری خاص خود (câmara de vereadores) و شهردار (prefeito) تقسیم می‌شود که تا حدی از دولت فدرال و ایالتی مستقل هستند. هر شهرداری یک "قانون اساسی کوچک" دارد که "قانون ارگانیک" (lei orgânica) نامیده می‌شود. مکزیک یک مورد میانی است، زیرا قانون اساسی فدرال به شهرداری‌ها خودمختار کامل اعطا می‌کند و وجود آنها به عنوان نهادهای خودمختار (municiio libre، "شهرداری آزاد") توسط دولت فدرال ایجاد شده است و نمی‌تواند توسط قانون اساسی ایالت‌ها لغو شود. علاوه بر این، قانون اساسی فدرال تعیین می‌کند که کدام اختیارات و صلاحیت‌ها منحصراً به شهرداری‌ها تعلق دارد و نه ایالت‌های تشکیل دهنده. با این حال، شهرداری‌ها مجلس قانونگذاری منتخب ندارند.
فدراسیون‌ها اغلب از پارادوکس اتحادیه ایالت‌ها استفاده می‌کنند، در حالی که هنوز هم به خودی خود ایالت‌ها (یا دارای جنبه‌های دولتی بودن) هستند. به عنوان مثال، جیمز مدیسون (نویسنده قانون اساسی ایالات متحده آمریکا) در مقاله فدرالیستی شماره ۳۹ نوشت که قانون اساسی ایالات متحده «به شدت نه یک قانون اساسی ملی و نه یک قانون اساسی فدرال است؛ بلکه ترکیبی از هر دو است. در اساس آن، فدرال است. نه ملی، در منابعی که اختیارات عادی دولت از آن استخراج می‌شود، تا حدی فدرال است و تا حدی ملی…» این از این واقعیت ناشی می‌شود که ایالت‌ها در ایالات متحده تمام حاکمیت خود را حفظ می‌کنند که به فدراسیون تسلیم نمی‌شوند. با رضایت خودشان این موضوع توسط دهمین متمم قانون اساسی ایالات متحده تأیید شد که تمام اختیارات و حقوقی را که به دولت فدرال واگذار نشده و به مردم و ایالت‌ها واگذار نشده است محفوظ می‌دارد.

### دو مجلسی
ساختار اکثر دولت‌های فدرال مکانیسم‌هایی را برای حمایت از حقوق ایالت‌های جزء ترکیب می‌کند. یکی از روش‌ها که به «فدرالیسم درون دولتی» معروف است، نمایندگی مستقیم دولت‌های ایالت‌های جزء در نهادهای سیاسی فدرال است. در جایی که یک فدراسیون دارای یک مجلس قانونگذاری دو مجلسی است، معمولاً از مجلس علیا به عنوان نماینده ایالت‌ها استفاده می‌شود در حالی که مجلس پایین نماینده مردم کشور به عنوان یک کل است. مجلس اعلای فدرال ممکن است بر اساس یک طرح ویژه تقسیم‌بندی باشد، همان‌طور که در سنای ایالات متحده و استرالیا وجود دارد، جایی که هر ایالت بدون در نظر گرفتن تعداد جمعیت، با تعداد مساوی سناتور نمایندگی می‌شود.
از طرف دیگر، یا علاوه بر این رویه، اعضای یک مجلس علیا ممکن است به‌طور غیرمستقیم توسط دولت یا قوه مقننه ایالت‌های جزء انتخاب شوند، همان‌طور که در ایالات متحده قبل از سال ۱۹۱۳ اتفاق افتاد، یا اعضای واقعی یا نمایندگان دولت‌های ایالتی باشند. همان‌طور که برای مثال در بوندسرات آلمان و در شورای اتحادیه اروپا چنین است. مجلس سفلی یک مجلس قانونگذار فدرال معمولاً مستقیماً با تقسیم‌بندی متناسب با جمعیت انتخاب می‌شود، اگرچه گاهی ممکن است ایالت‌ها همچنان حداقل تعداد کرسی‌های مشخصی را تضمین کنند.

### روابط بین دولتی
در کانادا، دولت‌های استانی منافع منطقه ای را نمایندگی می‌کنند و مستقیماً با دولت مرکزی مذاکره می‌کنند. اولین کنفرانس وزرای نخست‌وزیر و نخست وزیران استانی، عملاً بالاترین مجمع سیاسی در این سرزمین است، اگرچه در قانون اساسی به آن اشاره نشده است.

### تغییر قانون اساسی
فدراسیون‌ها اغلب رویه‌های خاصی برای اصلاح قانون اساسی فدرال دارند. این امر علاوه بر انعکاس ساختار فدرال ایالت ممکن است تضمین کند که وضعیت خودمختاری ایالت‌های جزء نمی‌تواند بدون رضایت آنها لغو شود. اصلاحیه قانون اساسی ایالات متحده باید توسط سه چهارم مجالس مقننه ایالتی یا کنوانسیون‌های قانون اساسی که مخصوصاً در هر یک از ایالت‌ها انتخاب شده‌اند، قبل از اجرایی شدن تصویب شود. در همه‌پرسی برای اصلاح قانون اساسی استرالیا و سوئیس لازم است که یک پیشنهاد نه تنها توسط اکثریت کلی رای‌دهندگان در کل کشور، بلکه توسط اکثریت جداگانه در هر یک از اکثریت ایالت‌ها یا کانتون‌ها تأیید شود. در استرالیا، این شرط اخیر به عنوان اکثریت مضاعف شناخته می‌شود.
برخی از قوانین اساسی فدرال همچنین مقرر می‌دارند که برخی اصلاحات قانون اساسی نمی‌توانند بدون رضایت یکپارچه همه ایالت‌ها یا یک ایالت خاص انجام شوند. قانون اساسی ایالات متحده مقرر می‌دارد که هیچ ایالتی نمی‌تواند بدون رضایت آن از نمایندگی برابر در سنا محروم شود. در استرالیا، اگر یک اصلاحیه پیشنهادی به‌طور خاص بر یک یا چند ایالت تأثیر بگذارد، باید در همه‌پرسی برگزار شده در هر یک از این ایالت‌ها تأیید شود. هر گونه اصلاحیه در قانون اساسی کانادا که نقش سلطنت را اصلاح کند، مستلزم رضایت یکپارچه استان‌ها است. قانون اساسی آلمان مقرر می‌دارد که هیچ اصلاحیه ای که سیستم فدرال را لغو کند به هیچ وجه قابل پذیرش نیست.

### سایر اصطلاحات فنی
- فدرالیسم مالی - موقعیت‌های مالی نسبی و روابط مالی بین سطوح دولت در یک سیستم فدرال.
- فدرالیسم رسمی یا «فدرالیسم قانون اساسی» - تعیین اختیارات در یک قانون اساسی مکتوب مشخص شده است که ممکن است با عملکرد واقعی سیستم در عمل مطابقت داشته باشد یا نباشد.
- فدرالیسم اجرایی در سنت انگلیسی زبان به روابط بین دولتی بین شاخه‌های اجرایی سطوح دولت در یک سیستم فدرال و در سنت اروپای قاره‌ای به شیوه‌ای که واحدهای تشکیل‌دهنده «اجرا» یا اجرا می‌کنند قوانینی است که به‌طور مرکزی تنظیم می‌شوند، اشاره دارد.
- هماهنگ سازی - تبدیل از یک حکومت فدرال به یک حکومت کاملاً واحد یا یکپارچه‌تر، این اصطلاح از آلمانی برای تبدیل از جریان متناوب به جریان مستقیم قرض گرفته شد.[۲۸] در دوران نازی، ایالت‌های سنتی آلمان عمدتاً به معنای رسمی دست نخورده باقی ماندند، اما حقوق اساسی و حاکمیت آنها از بین رفت و در نهایت به پایان رسید و سیستم گائو جایگزین شد. "هماهنگی" همچنین مفهوم گسترده‌تری دارد که به تحکیم سیاسی به‌طور کلی اشاره دارد.
- فدرال زدایی کردن - حذف از دولت فدرال، مانند گرفتن مسئولیت از یک دولت در سطح ملی و دادن آن به ایالت‌ها یا استان‌ها.

## در رابطه با تعارض
استدلال شده است که فدرالیسم و سایر اشکال خودمختاری سرزمینی روشی مفید برای ساختار نظام‌های سیاسی به منظور جلوگیری از خشونت در میان گروه‌های مختلف در داخل کشورها هستند، زیرا به گروه‌های خاصی اجازه می‌دهد در سطح محلی قانون گذاری کنند. با این حال، برخی از محققان پیشنهاد کرده‌اند که فدرالیسم می‌تواند کشورها را تقسیم کند و منجر به فروپاشی دولت شود، زیرا دولت‌های اولیه را ایجاد می‌کند. برخی دیگر نشان داده‌اند که فدرالیسم تنها زمانی تفرقه افکن است که فاقد سازوکارهایی باشد که احزاب سیاسی را به رقابت فراتر از مرزهای منطقه ای تشویق کند.
فدرالیسم گاهی در چارچوب مذاکرات بین‌المللی به عنوان «بهترین سیستم برای ادغام ملل مختلف، گروه‌های قومی، یا احزاب مبارز، که همگی ممکن است باعث ترس از کنترل توسط یک مرکز بیش از حد قدرتمند باشند، دیده می‌شود». با این حال، کسانی که نسبت به نسخه‌های فدرال بدبین هستند، گاهی معتقدند که افزایش خودمختاری منطقه ای می‌تواند منجر به جدایی یا انحلال کشور شود. برای مثال، در سوریه، پیشنهادهای فدرال‌سازی تا حدی شکست خورده است، زیرا «سوری‌ها می‌ترسند که این مرزها مانند مرزهایی باشد که طرف‌های جنگی در حال حاضر ایجاد کرده‌اند».